# Bitwa pod Ligny
Bitwa pod Ligny – starcie zbrojne, które miało miejsce 16 czerwca 1815 pod Ligny w dzisiejszej Belgii w trakcie 100 dni Napoleona. Bitwa zakończyła się zwycięstwem wojsk francuskich dowodzonych przez Napoleona Bonaparte nad armią pruską, którą dowodził Gebhard Leberecht von Blücher.

## Tło i przebieg bitwy
Po swym powrocie z Elby i ponownym przechwyceniu władzy Napoleon musiał stawić czoła koalicyjnym siłom Prus, Wielkiej Brytanii i Niderlandów. Chcąc wyeliminować każdego z wrogów osobno, postanowił w pierwszej kolejności wyeliminować siły pruskie pod dowództwem feldmarszałka Blüchera, które znajdowały się w awangardzie wojsk koalicyjnych. W celu zapobieżenia wsparcia Prusaków przez siły angielskie Napoleon odkomenderował marszałka Neya do Quatre Bras w celu zatrzymania sił brytyjskich. Sam natomiast udał się pod Ligny, by rozprawić się z Prusakami. Uderzenie francuskie nastąpiło 16 czerwca w godzinach popołudniowych. W trakcie ataku doszło do nieporozumienia, które zaważyło na losie Napoleona i całej kampanii stu dni. Generał d’Erlon, który otrzymał rozkaz przeprowadzenia uderzenia oskrzydlającego, nie był pewien, czy polecenie to dotyczyło bitwy pod Ligny, czy też starcia z Anglikami pod Quatre Bras. Wynikły z powodu tej zwłoki zamęt przeważył szalę zwycięstwa na stronę Prusaków. Napoleon zdołał opanować sytuację, jednakże w momencie, gdy szyki pruskie zaczęły się cofać, a Francuzi zamierzali przeprowadzić ostateczne uderzenie na przeciwnika Gwardią, oddziały d’Erlona wkroczyły na pole bitwy, co skonfundowało Napoleona, który wziął je za pruskie posiłki. Spowodowane tym rozprzężenie w szykach francuskich, a także kolejne wycofanie sił d’Erlona wezwanych przez Neya, pozwoliło Prusakom na odwrót w kierunku Wavre, co umożliwiło im utrzymanie kontaktu z siłami angielskimi i walnie przyczyniło się do francuskiej porażki w bitwie pod Waterloo. Głównodowodzący wojskami pruskimi feldmarszałek Blücher omal nie dostał się do niewoli, gdy ubito pod nim konia w końcowym stadium bitwy, lecz żołnierze francuscy nie poznali go, a adiutanci wyprowadzili go na tyły wojsk.

## Upamiętnienie
Bitwa ta jest wymieniona na Łuku Triumfalnym w Paryżu.